# Aeollanthus
Aeollanthus is een geslacht uit de lipbloemenfamilie (Lamiaceae). De soorten komen voor in tropisch en zuidelijk Afrika.

## Soorten
- Aeollanthus abyssinicus Hochst. ex Benth.
- Aeollanthus alternatus Ryding
- Aeollanthus ambustus Oliv.
- Aeollanthus angolensis Ryding
- Aeollanthus angustifolius Ryding
- Aeollanthus breviflorus De Wild.
- Aeollanthus buchnerianus Briq.
- Aeollanthus candelabrum Briq.
- Aeollanthus caudatus Ryding
- Aeollanthus cucullatus Ryding
- Aeollanthus densiflorus Ryding
- Aeollanthus elsholtzioides Briq.
- Aeollanthus engleri Briq.
- Aeollanthus fruticosus Gürke
- Aeollanthus haumannii van Jaarsv.
- Aeollanthus holstii Gürke
- Aeollanthus homblei De Wild
- Aeollanthus lisowskii Ryding
- Aeollanthus lobatus N.E.Br.
- Aeollanthus myrianthus Baker
- Aeollanthus namibiensis Ryding
- Aeollanthus neglectus (Dinter) Launert
- Aeollanthus paradoxus (Hua) Hua & Briq.
- Aeollanthus parvifolius Benth.
- Aeollanthus petiolatus Ryding
- Aeollanthus pinnatifidus Hochst. ex Benth.
- Aeollanthus plicatus Ryding
- Aeollanthus pubescens Benth.
- Aeollanthus rehmannii Gürke
- Aeollanthus repens Oliv.
- Aeollanthus rivularis Hiern
- Aeollanthus rydingianus van Jaarsv. & A.E.van Wyk
- Aeollanthus saxatilis J.Duvign. & Denaeyer
- Aeollanthus sedoides Hiern
- Aeollanthus serpiculoides Baker
- Aeollanthus stuhlmannii Gürke
- Aeollanthus suaveolens Mart. ex Spreng.
- Aeollanthus subacaulis (Baker) Hua & Briq.
- Aeollanthus subintegrus Ryding
- Aeollanthus trifidus Ryding
- Aeollanthus tuberosus Hiern
- Aeollanthus ukamensis Gürke
- Aeollanthus viscosus Ryding
- Aeollanthus zanzibaricus S.Moore

... · 
Ajuga (Zenegroen) · 
Anisomeles · 
Ballota (Ballote) · 
Basilicum · 
Cleonia · 
Clinopodium (Steentijm) · 
Dasymalla · 
Galeopsis (Hennepnetel) · 
Glechoma · 
Haplostachys · 
Hemiandra · 
Hyssopus · 
Lagochilus · 
Lamiastrum · 
Lamium (Dovenetel) · 
Lavandula (Lavendel) · 
Leonurus · 
Lycopus · 
Marrubium · 
Melissa (Melisse) · 
Mentha (Munt) · 
Nepeta (Kattenkruid) · 
Ocimum (Basilicum) · 
Origanum (Marjolein) · 
Perovskia · 
Phlomis · 
Prunella (Brunel) · 
Renschia · 
Rosmarinus · 
Salvia (Salie) · 
Satureja (Bonenkruid) · 
Scutellaria (Glidkruid) · 
Stachys (Andoorn) · 
Teucrium (Gamander) · 
Thymus (Tijm) · 
Vitex · 
Westringia · 
...